# Trahison (film, 1964)
Pour les articles homonymes, voir Trahison (homonymie).
Pour plus de détails, voir Fiche technique et Distribution.
Trahison (Προδοσία, Prodosia) est un film grec réalisé par Kóstas Manoussákis et sorti en 1964.
Pour son film, Manoussákis a utilisé de nombreuses images d'actualités. Les critiques lui ont reproché cet « hymne au nazisme » via une esthétique « à la Riefenstahl ». En réalité, le réalisateur voulait contraster la vacuité des défilés militaires de masse et la réalité de la cruauté de l'individu responsable de ses actes.

## Synopsis
Un officier allemand (Petros Fysoun) est logé chez un professeur (Manos Katrakis). Il tombe amoureux de la nièce de celui-ci. En fait, il s'agit d'une jeune juive cachée. Ils s'apprêtent cependant à se marier. Quand l'officier découvre la vérité sur sa fiancée, il la dénonce à la Gestapo et demande à être envoyé sur le front russe. À la fin de la guerre, de retour à Berlin, il apprend le sort réservé aux Juifs. Réalisant que la jeune femme est morte, il se suicide.

## Fiche technique
- Titre : Trahison
- Titre original : Προδοσία (Prodosia)
- Réalisation : Kóstas Manoussákis
- Scénario : Kóstas Manoussákis, Notis Peryalis (el) et Aris Alexandrou
- Direction artistique : Kostas Papahristos (en)
- Décors :
- Costumes :
- Photographie : Nikos Gardelis
- Son : Giannis Smyrnaios
- Montage : Gerasimos Papadatos
- Musique : Christos Mourampas
- Production : Kléarchos Konitsiotis (el)
- Pays d'origine :  Grèce
- Langue : grec
- Format : Noir et blanc
- Genre : Film dramatique, Film de guerre
- Durée : 96 minutes
- Dates de sortie : 1964

## Distribution
- Petros Fyssoun (en)
- Manos Katrakis
- Dimitris Myrat
- Elli Fotiou (el)
- Zorz Sarri (en)
- Dimitris Nikolaidis (en)
- Dora Volanaki

## Récompenses
- Semaine du cinéma grec 1964 (Thessalonique) : meilleur acteur, meilleur film pour l'association grecque des critiques de cinéma et meilleure photographie
- Sélection au festival de Cannes 1965
- Festival international du film de Moscou (1965) : Prix de la Paix